# Serua (stad)
Serua is een stad in Fiji en is de hoofdplaats van de provincie Serua in de divisie Central.

## Geboren
- Rajnil Chand (1984-2022), voetballer
- Valerio Nawatu (1984), voetballer